# پگی فیرز
پگی فیرز (انگلیسی: Peggy Fears؛ ۱ ژوئن ۱۹۰۳ – ۲۴ اوت ۱۹۹۴) هنرپیشه، خواننده، و رقصنده اهل ایالات متحده آمریکا بود که بیشتر به خاطر هنرنمایی در کمدی‌های موزیکال برادوی در دهه ۱۹۲۰ میلادی شناخته‌شده‌است.